# Joseph Felix von Kurz

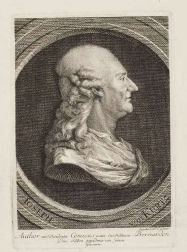
Kurz auf einem Kupferstich von Ferdinand Landerer, zwischen 1763 und 1795, Herzog Anton Ulrich-Museum

Johann Joseph Felix von Kurz, genannt Bernardon (* 22. Februar 1717 in Wien; † 3. Februar 1784 ebenda), war ein österreichischer Schauspieler, Theaterschriftsteller und Impresario, der aufgrund seiner außergewöhnlichen Schauspielkunst für seine stehende Rolle des Bernardon und die sogenannte ‚Bernardoniade‘, einer Ausformung der Stegreifkomödie, Berühmtheit erlangte. Er gehört neben Josef Anton Stranitzky und Gottfried Prehauser zu den bedeutendsten und populärsten Wiener Komikern und Schauspielern des 18. Jahrhunderts. Seine Komödien gelten als Höhepunkt des Wiener Stegreifspiels.

## Leben
Johann Joseph Felix (von) Kurz wurde am 22. Februar 1717 in Wien geboren. Seine Eltern waren Felix (von) Kurz, bekannt als „Comicus Felix“, ein herumziehender Theaterprinzipal und Schauspieler, der ursprünglich aus Kempten stammte, und Edmunda Kurz, genannt die Felixin. Seine Taufpaten waren Josef Anton Stranitzky, der Erfinder des Hanswursts und Impresario des Kärntnertortheaters, und Johann Baptist Hilverding, ebenfalls ein Komödiant. „Comicus“ Felix verließ 1720 Wien, spielte dann in Königsberg, 1724 in Breslau. 1725 gründete der Vater eine eigene selbstgeleitete Wandertruppe, die zwischen 1725 und 1730 als „Brünner Komödianten“ im Winter in Brünn auftrat und während des Jahres umher reiste (Mähren, München, Prag und Wien). Weitere Stationen waren Olmütz 1726, Breslau 1731 und Prag 1734 und 1735. Bis 1737 übernahm Johann Joseph Kurz Kinderrollen in den Theatervorstellungen seines Vaters.

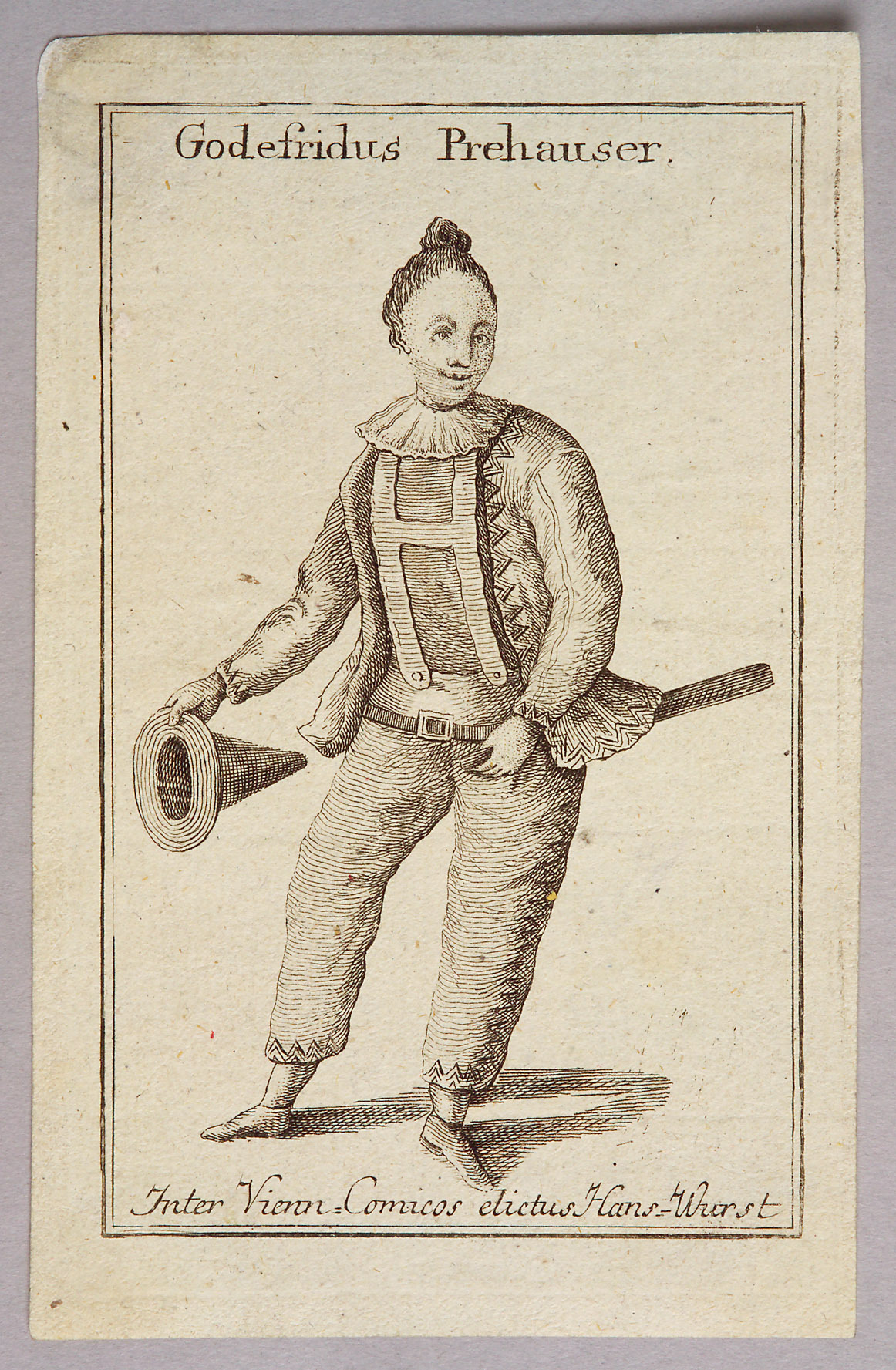
Gottfried Prehauser als Hanswurst

1737 kehrte Kurz nach Wien zurück und wurde Schauspieler im Kärntnertortheater, wo er neben Gottfried Prehauser, Stranitzkys Nachfolger als neuer Wiener Hanswurst, und Franz Anton Nuth, als Harlekin, auftrat und bis 1740 engagiert war. Hier spielte er zunächst die zweite komische Rolle, entwickelte aber innerhalb dieses Zeitraums seine stehende Rolle Bernardon, die später den Mittelpunkt seiner Komödien bildete und deren Name zu Kurz’ zweitem Namen wurde.
1741, nach dem Tod des Kaisers 1740 und der erlassenen Theatersperre, reiste Kurz zusammen mit dem Ehepaar Nuth nach Frankfurt, und wurde dort Mitglied in der Truppe von Gerwaldi von Wallerotty. Kurz erhielt durch seine Arbeit mit Wallerotty und die gleichzeitig gastierende Truppe Jean Baptiste Gherardis, einem französischen Prinzipal, wichtige Impulse für die spätere Komposition seiner eigenen Szenarien und Stücke. Einerseits kam er in Kontakt mit den französischen, stärker an der Commedia dell’arte orientierten Varianten des komischen Wandertheaters. Andererseits lernte er auch Wallerottys theatrale Kompositionen kennen. Wallerotty arrangierte seine Aufführungen auf der Grundlage von Szenarien, die auf der Bearbeitung von Vorlagen beruhten, mit Zwischenspielen, Tanz, Gesang, Maschinerien und Feuerwerk kombiniert wurden und viel Raum für das Stegreifspiel ließen. Aus dieser Zeit stammen auch die ersten eigenen Stücke von Kurz.
1742 verließ Kurz Frankfurt, 1743 trat er zusammen mit seinem Vater in Dresden auf. Dort lernte er die Magd Franziska Toscani kennen, die er am 29. August 1743 heiratete. Sie trat ab 1744 zusammen mit ihrem Mann auf. Aus dieser Ehe gingen acht Kinder hervor, die in den Kinderrollen und Kinderstücken ihres Vaters auftraten. Die drei Ältesten, Anna Eleonora Theresia Franziska (* 1745), Bartholomäus Chrystophorus Josephus (* 1746) und Susanna Franziska Antonia (* 1747) wurden namentlich in den Szenarien und Gehaltslisten des Theaters erfasst.
1744 bis zum Ende der Spielzeit 1752/1753 spielte Kurz wiederum in Wien am Kärntnertortheater und führte nun vor allem seine eigenen Stücke auf. 1752 erließ Kaiserin Maria Theresia im Zuge ihrer Reformpolitik das „Norma“-Edikt. Bereits ab 1747 waren durch die Rezeption der Gottschedianischen Theaterreform – seiner Verbannung des Hanswursts zugunsten des ‚regelmäßigen‘, d. h. schriftlich fixierten und nicht extemporierten Dramas ohne komische Figur und deren derbe Zoten – Anstrengungen zu einer Wiener Theaterreform im Gange. Das am 17. Februar 1752 erlassene Dekret zielte explizit auf die Stegreifkomödie, wie Kurz sie entwickelt hatte. Im Zusatz dazu heißt es: dass „alle Compositionen von dem sogenannten Bernardon […] für alle Zeiten verboten“ seien. Kurz ‚flüchtete’ nach diesem „Bannspruch“ 1753 aus Wien, spielte 1753 erstmals in Prag und im Winter 1753/1754 in Regensburg. 1754 kehrte er jedoch ins Kärntnertortheater zurück. Maria Theresias Dekret hatte zunächst kaum Auswirkungen auf den Theaterbetrieb. Die „Bernardoniaden“ waren auch in adeligen Kreisen zu populär und Maria Theresias Gemahl, Franz Stephan von Lothringen, patronisierte das Stegreiftheater.
Zwischen 1754 und 1760 erlebten Kurzens „Bernardoniaden“ und seine Maschinekomödien im Kärntnertortheater ihre größte Popularität. Die meisten seiner überlieferten Stücke stammen aus dieser Zeit, die als künstlerische Glanzzeit Kurz-Bernardons gilt. Kurz kooperierte, wie bereits 1751, 1758 mit Joseph Haydn, der die Musik zum Krummen Teufel komponierte, deren Partitur allerdings als verschollen gilt.
Am 14. Juli 1755 starb Kurz’ Ehefrau Franziska. Am 15. April 1758 heiratete er die Tänzerin und Schauspielerin Theresina Morelli. Sie spielte fortan die tragende, für sie geschriebene Frauenrolle Rosalba neben ihrem Mann als Bernardon.
Ab 1760 leitete Kurz das Theater an der Kotzen in Prag, bis er 1764 endgültig als Theaterdirektor abgelöst wurde. Nach einem Gastspiel in Venedig im Winter 1763/1764 trat Kurz zunächst noch vereinzelt in Prag auf, danach in Pressburg und Nürnberg, bis er 1765 nach München eingeladen wurde und dort für ein Jahr das Residenztheater leitete. In Nürnberg gab er im Sommer und Herbst 1766 ein Gastspiel, spielte dann in den folgenden Jahren in Mainz, Frankfurt, Mannheim und Köln.
1768 trennten sich Kurz und seine Ehefrau Theresina, die die Direktion einer eigenen Truppe übernahm. Nach einer Versöhnung versuchten sich beide 1769 wieder in Wien zu etablieren. Kurz übernahm kurzzeitig die Direktion des Kärntnertortheaters. Mittlerweile hatte sich im Zuge des Jahrzehnte schwelenden „Hanswurststreits“, der ab 1760 vor allem publizistisch ausgetragen wurde, aber auch zu einer schrittweisen Durchsetzung der Reform der Volkskomödie führte, die Wiener Theaterlandschaft gewandelt und die Stegreifkomödie war nach dem Tod der berühmten extemporierenden Komiker, d. h. vor allem Gottfried Prehauser und Friedrich Wilhelm Weiskern (1710–1768), weitgehend verdrängt. Mit der Reorganisation der Theaterzensur durch Joseph von Sonnenfels 1770 stand das Theaterwesen unter staatlicher Kontrolle, nicht nur mussten die ‚regelmäßigen‘ Dramentexte vor Aufführungszulassung die Zensur passieren, auch die Aufführungen selbst wurden daraufhin überprüft, ob das Extemporierverbot eingehalten wurde.
1771 verließ Kurz Wien und spielte in Breslau und Danzig. 1772 wechselte er nach Warschau und übernahm die Führung von Schauspieltruppen. Die biographischen Fakten des letzten Lebensjahrzehnts sind spärlich. Nachweisbar ist, dass er nach seinem Rückzug von der Bühne das Warschauer Theater verwaltete und eine Papiermühle betrieb. Am 3. Februar 1784 starb Kurz alleine in Wien.

## Werk
Kurz können neben 69 namentlich überlieferten Stücken bzw. Stücktiteln weitere 12 Werke zugeschrieben werden. Teilweise sind jedoch nur die Titel der Stücke und/oder die Arien überliefert, die wenigsten wurden zu Lebzeiten gedruckt. Kurz verfasste neben ‚regelmäßigen’ oder später zu ‚regelmäßigen’ Komödien ausgearbeiteten Stücken mit Die Getreue Prinzeßin Pumphia eine Travestie der Haupt- und Staatsaktionen sowie Der neue krumme Teufel, eine „Opera-Comique“, wie der Untertitel festhält, auch wenn der Dialoganteil überwiegt. Der neue krumme Teufel enthält jedoch neben einem Intermezzo auch eine Kinderpantomime. Auch diese Stücke weisen die Vermischung und Aneinanderreihung von Elementen als ein Kompositionsprinzip auf, die kennzeichnend für Kurz’ eigene Variante der Stegreifkomödie ist.
Berühmtheit zu Lebzeiten erlangte Kurz als Schauspieler und Theaterschriftsteller vor allem durch die Rolle des Bernardon und die „Bernardoniade“, eine Gattungsausprägung der extemporierten Zauberburleske. Theatergeschichtlich gilt Kurz-Bernardons ‚totales Theater‘ als Höhepunkt der Wiener Stegreifkomödie und Stegreifspiels. Die „Bernardoniaden“ oder Maschinenkomödien sind als Szenarien mit Komödienarien und -liedern überliefert. Aus den Szenarien lässt sich der ungefähre Ablauf der Aufführungen rekonstruieren, darin sind beispielsweise der Aufbau der Szene (die Gestaltung der Bühne) und die Auftritte von Figuren, teilweise auch Dialoge oder Dialogabschnitte notiert und Anweisungen zum improvisierten Spiel gegeben.
Kurz’ Stücke sind zumeist um die Figur des Bernardon, seine stehende Rolle, aufgebaut. Die Bernardon-Figur zeichnet sich im Gegensatz zu beispielsweise dem Hanswurst nicht durch spezifische Attribute, ihr Herkommen, ihr Metier, einen konstanten Typus oder ein bekanntes gleichbleibendes Kostüm aus. Vielmehr besitzt sie eine Verwandlungsfähigkeit, Vielgestaltigkeit und Rollenflexibilität, die die Bernardon-Rolle nicht einmal geschlechtsspezifisch festlegt. Insofern kennzeichnen die Bernardon-Figur ihre „Gewitztheit und Lust am Spaß, Betrug und Gewalt“, die die Figur unter dem Druck, auf die Umstände einer unkontrollierbaren Spielwelt zu reagieren, präsentiert. In dramaturgischer Hinsicht fungiert die Figur als „publikumswirksamer Akteur“, der auch einen Zusammenhang zwischen den Szenen und Episoden innerhalb des Stückes stiftet. Dabei garantiert aufgrund der Verwandlungsfähigkeit und den multiplen Rollen Bernardons nicht eine kontinuierliche, identische Bühnenpräsenz der Figur den Zusammenhang zwischen den Bernardon-Rollen. Ein Konnex zwischen den Verwandlungen wird durch den gleichen Schauspieler, also Kurz, bzw. den identischen Namen der Figur gestiftet.
Die „Bernardoniade“ stellt eine revueartige Komposition dar, die formal offenbleibt. Sie reiht Szenen, Episoden und Verwandlungen aneinander, ohne dabei einer handlungslogischen Entwicklung zu folgen – im Unterschied zu den historisch früheren ‚Haupt- und Staatsaktionen‘, die sich mit ihren Zwischenspielen des Hanswurst „schlüssig nach Motiven der Liebes- und Staatskabale“ ordnen. Eine Geschichte wird durch theatrales Geschehen ersetzt. Kurz kombinierte nicht nur unterschiedliche theatrale Elemente: Ballett, Pantomime, musikalische Intermezzi, Liedkompositionen und verschiedene Formtraditionen: Singspiel, Commedia dell’arte, Elemente der venezianischen Oper, der Barockoper und des Jesuitentheaters, wie die Theatermaschinerie, die Allegorik und den Zauberrahmen. Rekombiniert werden auch Vorlagen, Motive und Versatzstücke heterogener nationaler Herkunft, Tradition und unterschiedlicher Sprachen.

## Werke
(Auswahl)
- Türken- und Seeräuber-Ballette (1741)
- Comoedie genannt: Die Geburth des Bernardons (vor 1742)
- Die Judenhochzeit oder Bernardon der betrogene Betrüger. Ein komisches Singspiel in einem Aufzuge (1741)
- Comoedie betitult: Bernardon zu Sanct Marx (= Bernardon im Tollhaus) (um 1742)
- Comoedie betitult: Der ehrliche Filou (1742/43)
- Comoedie betitult: Continuation der Geburth des Bernardons (1742–52)
- Anderte Continuation auf Bernardons Geburth betitult: Der Todt des Bernardons (1742–52)
- Comoedie genannt: Des Hanns-Wurst und Bernardons erschröckliche Weiber- und Buben Pataille. Oder die zum weinen lachende blutige Mord-Tragoedie (1. Fassung) (1744–53)
- Der neue krumme Teufel. Eine Opera-Comique von zwey Aufzügen nebst einer Kinder-Pantomime, betitult: Arlequin, der neue Abgott Ram in America (1751; Druck 1758; Digitalisat)
- Comoedia betitult: Columbina Bernardolin (1752)
- Comoedia genannt: Hanns-Wurst, Hexenmeister aus Liebe oder: Das verhexte Tschihy (1752)
- Der ohne Holz lebendige verbrennte Zauberer Bernardon. Ein Lustspiel in drey Aufzügen (1. Fassung, Druck 1771; Digitalisat)
- Comoedie: Der rasende Zamor (1752)
- Le Diable Marie, oder Pelphegor der verheyrathete Teufel, mit Bernardon dem Ambassadeur in das unterirdische Reich (1752)
- Comoedie genannt: Der Lebens-Lauff des Bernardons (um 1753)
- Comoedie genannt: Der sparsame Bernardon, und dessen narrische Haushaltung, Oder: Bernardon der Katzen-Narr (um 1753)
- Comoedie genannt: Bernardon der dumme Nachfolger des Doctor Faustes (= Die Reise des Bernardons in die Hölle) (um 1753)
- Comoedie genannt: Die Reise des Bernardons aus der Höllen (um 1753)
- Comoedie oder die anderte Continuation des Bernardons Reise in die Hölle; unter dem Titul: Die Reise des Bernardons in sein Vatterland nacher Presburg (um 1753)
- Comoedie genannt: Bernardon, der weynende Amant, und Hanns Wurst der Coupler von des Herodes seiner Frau Mariamne Fürstin von Ierusalem (um 1753)
- Comoedie genannt: Bernardon der schlesische Landedelmann (um 1753)
- Der falsche verdacht. Ein nachspill (= Bernardon, der unschuldige Missethäter) (um 1753)
- Comoedie: Hanns-Wurst und Bernardon, die zwey heldenmüthigen Söhne des großen Ritters Sacrapans, und tapfere Befreyer der Königin Lenorella, auf der Jnsel Lilliput (um 1753)
- Comoedie betitult: Bernardon, der aus einem Schmeltzdegel entsprungene flüchtige Mercurialische Geist, nebst einem Poetischen Prologum genannt: Der Creut-weis mit Fesseln belegte Cupido. Oder der Streit zwischen denen Göttern und Gottinnen über den unschuldig verklagten Bernardonischen Mercurium (um 1753)
- Comoedie genannt: Der in Anfang gescheide, in der Mitte narrische, und am Ende wieder gescheide Bernardon, Oder der tyrannische Murat, König von Tripolis (um 1753)
- Comoedie genannt: Der achtmahl verwandelte Bernardon, und Hannß-Wurst der gezwungene Holz-Hacker (um 1753)
- Comoedie betitult: Der narrisch-eifersüchtige Bernardon (um 1753)
- Bernardon der 30 iährige A, b, c Schütz: oder Hanswurst der reiche Baur und Pantalon der arme Edelmann (und Colombina, die glücklich gewordene Haubenheffterin) (1753)
- Comoedie: Der aufs neue begeisterte und belebte Bernardon, Nebst zweyen Pantomimischen Kinder-Balletten, Unter dem Titul: Der Erste Der Durch Magische Kraft und durch Würkung der Göttin Lachasis wieder aufs neue belebte Bernardon. Der Anderte Das wankelmüthige Frauenzimmer, Oder La fille Coquette (1754)
- Comoedie genannt: Bernardon auf der Gelsen-Insul Oder die Spatzen-Zauberey mit der lustigen Regens Chori Pantomime (1754)
- Lustspiel: Der Windmacher (1754)
- Eine neue Tragödie, betitult: Bernardon die getreue Prinzeßin Pumphia, und Hanns-Wurst der tyrannische Tartar-Kulikan. Eine Parodie in lächerlichen Versen. Nebst einer Kinder-Pantomime, betitult: Arleckin, der glücklich gewordene Bräutigam (1755, Druck 1756; Digitalisat)
- Bernardon im Serail (= Der Derwisch) (1755)
- Die drey verheyrateten Lehn-Laquais, oder: Die verlohrne Wette des Bernardons mit Fiametta, der lächerlichen Schildwacht nach der neusten Mode (1755)
- Comoedie genannt: Die drey und dreyßig Schelmereyen des Bernardons, welche theils durch ihn, theils aber durch seine Anstiftung von seinem Bruder Lucrino, aufgeführet werden (um 1755)
- Der sich wider seinen Willen taub und stumm stellende Liebhaber. Ein Lustspiel, von zwey Aufzügen, in Teutschen Versen mit vierzehen Arien, welche von den Bernardonischen Kindern vorgestellet und in Teutscher Sprache hier noch niemals aufgeführet worden ist  (1755)
- Comoedie: Das zerstöhrte Versprechen des Bernardons, In welchen auch eine Kinder-Pantomime von Zwergen, nebst der Poesie, und anderen Vorstellungen zu sehen sind (1754–1758)
- Comoedie: Bernardon der Einsiedler, und dessen unglückseelige Bemühung seine Braut bey der Göttin Diana zu sehen. Operetta: Ormechus, ein tyrannischer Neben-Buhler seines Sohns Cosroe. Pantomime: Bernardons Traum in der Wüsteney (um 1757)
- Neue Comoedie genannt: Die Macht der Elementen, oder: Die versoffene Familie des Herrn Baron von Kühnstoks. Prologus: Der zum Leben gebrachte Stein. Operetta: Die das Glücke hat, führt den Bräutigam nach Hause. Pantomime: Die liederliche Haushaltung versoffener Köche und verlöffelter Stuhenmenscher (1757/58)
- Comoedie: Die glückliche Verbindung des Bernardons, nebst einer Kinder-Pantomime, betitult: Bernardons glücklicher Traum (1758)
- Comoedie betitult: Bernardons Ehestand, nebst einer pantomimischen Vorstellung (Der sich niemals begnügende Schäfer Coridon) und einem Lustspiel von denen Bernardonischen Kindern (Was für Narrheit kann nicht die Eifersucht anstellen) (um 1758)
- Neue Comoedie: Die von Minerva beschützte Unschuld, Oder die Vereinigung derer Liebesgötter (um 1758)
- Comoedie betitult: Der vermeinte Mörder seiner selbst eigenen Persohn (um 1758)
- Comoedie: Das Verhexte Tschihy, Oder Hanns-Wurst, der Hexen-Meister aus Liebe (um 1758)
- Comoedie genannt: Colombina Maga (um 1758)
- Comoedie betitult: Das besessene Haus des Pantalon (um 1758)
- Bernardon und Bernardina, die zwey Gleichen in zweyerley Geschlechtern, Oder die geraubten und zuletzt glücklich gewordenen Zwilling (nach 1758)
- Der erschröckliche, entsetzliche und mit vielen Blut vergossene Weiber und Buben Bataille des Bernardons und Hanns-Wursts (2. Fassung, nach 1758)
- Das europäische Wäschermädel mit Bernardon, dem hoffärtigen Bauernrichters-Sohn und lebendig begrabenen Bräutigam. Oder: der getreue Jakerl und die beständige Klumperl, Sonst genannt: Die verliebte Probe des Mehmets Bassa von Algier. (nach 1758)
- Comoedie: Die fünf kleinen Luft-Geister, oder: Die wunderlichen Reisen des Hanns-Wursts und Bernardons nacher Ungarn, Italien, Holland, Spanien, Türkey und Frankreich (1758–1760)
- Comoedie: Bernardon die versoffene Gouvernante (1760–1763)
- Comoedie: Das Leben und Tod der zaubernden Circe (1760)
- Neue Comoedie: Der adeliche Cammer-Diener und die verliebte Widerspenstige in der Trauer. Oder: Der Streit zwischen Rache, Liebe und hoher Geburt (1760)
- Bernardon der beängstigte Impressarius oder: Die fehlgeschlagene Probe (1763/64)
- Neues Lustspiel: Die Insul der gesunden Vernunft. Wobey Fiametta und Bernardon das Wunderwerk einer ungekünstelten Natur vorstellen. Mit Hannswurst dem sich dreymal verstellenden Grafen von Gerstenschleim (1764)
- Comoedie: Der vergötterte Bernardon (= Die Probe wahrer Beständigkeit) (1764)
- Die Judenhochzeit oder Bernardon der betrogene Betrüger (Singspielfassung) (um 1766)
- Le mercure Galante, oder Der in die Feder verwandelte Degen. Mit Odoardo, dem unwissenden Nebenbuhler seines Sohnes, und Bernardon dem Camelion in sechserley Gestalt (um 1766)
- Das in dem Gefilde der Freude frohlockende Teutschland (1767)
- La Serva Pardona. Die Dienerin eine Frau, oder die vier ungleichen Heurathen, ein neues Lustspiel mit 17 von zweyen Abtheilungen in Versen, Arietten und Duetten, nebst einem Chorus, aus einem italiänischen Intermezzo gezogen (1768; Digitalisat)
- Die frohlockenden Schäfer. Ein Musicalisches Vorspiel in einem Aufzuge (1768)
- Der unruhige Reichtum. Ein Lustspiel in drey Aufzügen (1770; Digitalisat)
- Pantomimisches Singspiel: Die Herrschaftskuchel auf dem Lande, mit Bernardon dem dicken Mundkoch, Oder: Die versoffenen Köche und die verliebten Stubenmädel (1770; Digitalisat)
- Die Insul der Wilden oder die wankelmütige Insulanerin mit Arlequin dem durch einen Zauberer zum Abgott Ram gemachten König von der Insul Tschaleley (1770)

### Textausgaben
- Johann Joseph Felix von Kurz: Eine ganz neue Komödie … Ausgewählte Bernardoniaden und Lustspiele (= Texte und Studien zur österreichischen Literatur- und Theatergeschichte. Bd. 3). Herausgegeben von Andrea Brandner-Kapfer. Lehner, Wien 2010, ISBN 978-3-901749-79-7.
- Andrea Brandner-Kapfer: Johann Joseph Felix von Kurz: Das Komödienwerk. (Historisch-Kritische Edition). Graz 2007 (Graz, Universität, Dissertation, 2007).
- Teutsche Arien, Welche auf dem Kayserlich-privilegirten Wienerischen Theatro in unterschiedlich producirten Comoedien, deren Titul hier jedesmahl beygedrucket, gesungen worden. Cod. Ms. 12706–12709 der Wiener Nationalbibliothek (= Museion. Veröffentlichungen aus der Nationalbibliothek in Wien. Erstausgaben und Neudrucke. Bd. 2, ZDB-ID 251503-9). Mit Einleitung und Anmerkungen herausgegeben von Max Pirker. 2 Bände. Strache, Wien u. a. 1927–1929.
- Otto Rommel (Hrsg.): Die Maschinenkomödie (= Deutsche Literatur. Sammlung literarischer Kunst- und Kulturdenkmäler in Entwicklungsreihen. 13: Barock. D: Barocktradition im österreichisch-bayrischen Volkstheater. Bd. 1, ZDB-ID 1171428-1). Reclam. Leipzig 1935.
- Joseph Anton Stranitzky: Hanswurstiaden. Ein Jahrhundert Wiener Komödie. Herausgegeben und mit einem Nachwort von Johann Sonnleitner. Residenz-Verlag, Salzburg u. a. 1996, ISBN 3-7017-1028-7.